# Калакоч (връх)
Вижте пояснителната страница за други значения на Калакоч.
Връх Калакоч е най-високият връх в Поповски височини. Връх Калакоч е висок 485 m. Той е на трето място по височина в Дунавската равнина. Връх Калакоч се намира в близост до село Ковачевец. Със селото е свързана и легенда, според която на върха едно време имало селище на име Калакоч, но чумата изгонила хората и те създали село Ковачевец.
На 1,2 km западно от върха извира река Поповски Лом, наричана още р. Калакоч.